# الحرب الميثراداتية الأولى
الحرب الميثراداتية الأولى (89-85 قبل الميلاد) حرب تحدّت إمبراطورية روما المتوسعة وحكمها للعالم اليوناني. في هذا الصراع، كانت مملكة البنطس والعديد من المدن اليونانية المتمردة على روما بقيادة ميثراداتس السادس، ملك البنطس، ضد الجمهورية الرومانية ومملكة بيثينيا. استمرت الحرب خمس سنوات وانتهت بانتصار روماني أجبر ميثراداتس على التخلي عن جميع فتوحاته والعودة إلى البنطس. تجدّد الصراع مع ميثراداتس السادس في حربين إضافيتين.

## مقدمة
بعد صعود ميثراداتس السادس على عرش مملكة البنطس، ركّز على توسيع مملكته. لكن جيران ميثراداتس كانوا دولًا رومانية عميلة، والتوسع على حسابهم سيؤدي حتمًا إلى الصراع مع روما. بعد نجاحه في ضمّ معظم الساحل حول البحر الأسود إلى مملكته، حوّل اهتمامه نحو آسيا الصغرى، ولا سيما مملكة كبادوكيا حيث كانت أخته ليوديسي ملكة. اغتال ميثراداتس صهره، أرياراثيس السادس، على يد غورديوس (نبيل من كبادوكيا تحالف مع ميثراداتس) وأصبحت المملكة تحت سيطرة ليوديسي التي حكمت كوصية على ابنها، أرياراثيس السابع ملك كبادوكيا.
تزوجت ليوديسي من نيقوميدس الثالث ملك بيثينيا الذي كانت بلاده العدو التقليدي للبنطس. احتل نيقوميدس كبادوكيا، فانتقم ميثراداتس بطرده من كبادوكيا وإثبات نفسه راعيًا لملكية ابن أخته على العرش. عندما رفض أرياراثيس الترحيب بعودة غورديوس، غزا ميثراداتس كبادوكيا مرة أخرى وقتل أرياراثيس. وشرع في تنصيب ابنه، الذي يدعى أيضًا أرياراثيس، على عرش كبادوكيا تحت وصاية غورديوس.
ناشد نيقوميدس مجلس الشيوخ الروماني الذي أصدر قرارًا بإزالة ميثراداتس من كبادوكيا وإزالة نيقوميدس من بافلاغونيا وعيّن مجلس الشيوخ أريوبارزانيس الأول من كبادوكيا ملكًا على كبادوكيا. حثّ ميثراداتس زوج ابنته، ديكرانوس الكبير ملك أرمينيا، على غزو كبادوكيا وعزل أريوبارزانيس.
أرسل مجلس الشيوخ أوامر خاصة إلى لوسيوس كورنيليوس سولا، الحاكم الذي كان مسؤولًا عن تقليل القراصنة الذين يغزون قيليقية (جنوب كبادوكيا)، وأَوكل إليه مهمة طرد أتباع ميثراداتس والأرمن. واجه سولا بعض الصعوبات في البداية، ثم نجح في إعادة أريوبارزانيس إلى عرشه.
توفي نيقوميدس الثالث في بيثينيا، فخلفه ابنه نيقوميدس الرابع. لسوء حظ نيقوميدس الرابع، طرده أخاه غير الشقيق وغير الشرعي سقراط كريستوس من مملكته بدعم من ميثراداتس. هرب نيقوميدس إلى روما وحصل على دعم الرومان الذين وعدوا بإعادته إلى عرشه.
غزا صهر ميثراداتس وحليفه الرئيسي، ديكرانوس، كبادوكيا مرة أخرى وطرد أريوبارزانيس من عرشه.

## المفوضية الأكويلية (90-89) قبل الميلاد
في أواخر صيف 90 قبل الميلاد، أُرسلت مفوضية من مجلس الشيوخ شرقًا بقيادة مانيوس أكويليوس ومانليوس مالتينوس لإعادة نيقوميدس وأريوبارزانيس إلى مملكتهما. أرسل مجلس الشيوخ أيضًا تعليمات إلى كاسيوس، الحاكم الروماني للمقاطعة الرومانية في آسيا، الذي كان لديه جيش صغير وإلى ميثراداتس يوباتور للمساعدة في عملية الاستعادة.
ربما كان جيش كاسيوس الصغير حامية نموذجية في وقت السلم تتراوح بين فيلق كامل ونصف فيلق (5 إلى 10 مجموعات) وعدد قليل من الوحدات المساعدة المحلية -بما لا يزيد عن 5000 جندي في مجملها. سرعان ما عزّزت المفوضية الأكويلية الجيش بقوة كبيرة من الأفواج المساعِدة الغلاطية والفريجية، وبدأت بهذه القوات استعادة كلا العرشين. استشاط ميثراداتس غضبًا من الرومان، فرفض التعاون ولكنه لم يقدم أي اعتراض واستعاد كلا الملكين عرشه دون أي قتال في خريف 90 قبل الميلاد.
بعد إنجاز المفوضية الأكويلية مهمتها، كان من المفترض أن تعود إلى البلاد في شتاء 90/ 89 قبل الميلاد. بدلًا من ذلك، وبحجة إبقاء ميثراداتس تحت المراقبة، بدأت بتحريض الملك البنطي على الحرب. اعتُبرت هذه السياسة شديدة الخطورة ومتهورة، إذ ما تزال الحرب الإيطالية مجهولة النهاية.
حصل الملكان، خاصة نيقوميدس، على قروض كبيرة في روما لرشو أعضاء مجلس الشيوخ للتصويت على إعادتهما إلى العرش (أُصدر هذا القرار وفقًا لسياسة طويلة الأجل في المنطقة، ولكن يبدو أن مجلس الشيوخ لا يتخذ أي إجراء في الشؤون الخارجية ما لم تترافق مدفوعات الأجانب مع مكاسب من التدخل الروماني). وشملت حاشية أكويليوس ممثلين عن المقرضين. وبدعم من أكويليوس، حثّوا الملكين الآن على غزو المملكة البنطية لضمان الحصول على الأموال التي سيسددون بها القروض اللازمة للرشاوى. اعترض الملكان خوفًا من قوة ميثراداتس (وربما أدركا أن مجلس الشيوخ لم يصدر أي أوامر من هذا القبيل). لكن دائني نيقوميدس استمروا في الضغط عليه حتى وافق أخيرًا.
من المحتمل أنه في نهاية خريف عام 90 قبل الميلاد، استعاد نيقوميدس السيطرة على البسفور التراقي، وفي موسم الإبحار الجديد (من منتصف مارس، عام 89 قبل الميلاد) منع خروج السفن البنطية من البحر الأسود.
في منتصف ربيع عام 89 قبل الميلاد، غزا نيقوميدس أراضي السلالة الميثراداتية القديمة في مارياندينيا، ونهب حتى أقصى شرق أماسترس دون مواجهة أي مقاومة. كان ميثراداتس يحضّر منذ فترة طويلة لتحدي السلطة الرومانية وحان الوقت الآن لإعلان التحدي. كوسيلة أخيرة لجلب تعاطف أكبر في الأناضول، لم يظهر أي مقاومة للغارة البيثينية ليظهر بمظهر المظلوم على يد دمى روما وممثليها. عاد البيثينيون إلى ديارهم بعد أن نهبوا ما يُفترَض أن يكون كافيًا لنيقوميدس لسداد ديونه.
أرسل ميثراداتس بعد الغارة المتحدث باسمه بيلوبيداس إلى المندوبين والقادة الرومان لتقديم شكوى ضد بيرغامون على ما يبدو. في نفس الوقت واصل ميثراداتس تحضيراته للحرب، واثقًا بشكل خاص في تحالفه الحالي مع ديكرانوس ملك أرمينيا، على الرغم من أن الاتصال الأبعد مع فرثيا بات الآن دون فائدة لأن حليفه ميثراداتس الثاني قُتل على يد منافسه ساناتروك الذي هاجم من الشرق صيف 91 قبل الميلاد، واندلعت حرب داخلية كبيرة بين ساناتروك والابن الأكبر والوريث لميثراداتس، غوتارزيس الأول. في نهاية المطاف، استحوذ الصراع الداخلي الفرثي على كامل اهتمام ديكرانوس أيضًا، ولكن هذا لم يكن معروفًا بعد. كان الملك البنطي يستغل شبكات الدعم والتجنيد المعَدّة بحذر بين التراقيين والسكوثيين، وطلب الآن المساعدة وإقامة التحالفات مع الملوك في سوريا ومع بطليموس ألكسندر الأول والكريتيين.